# Beko
Beko (по-русски — «Беко») — торговая марка бытовой техники, принадлежащая турецкому производственному концерну Arçelik (входящему в инвестиционную группу «Коч»). Основные виды продукции, выпускаемые под данной маркой — крупная кухонная бытовая техника (холодильники, кухонные плиты, посудомоечные машины), стиральные и сушильные машины, кондиционеры. Продукция распространяется более чем в 130 странах мира. Производство в некоторых странах локализовано, в частности, в России, где марка присутствует с 1997 года, а в октябре 2006 года был запущен собственный завод в Киржаче по производству холодильников и стиральных машин.

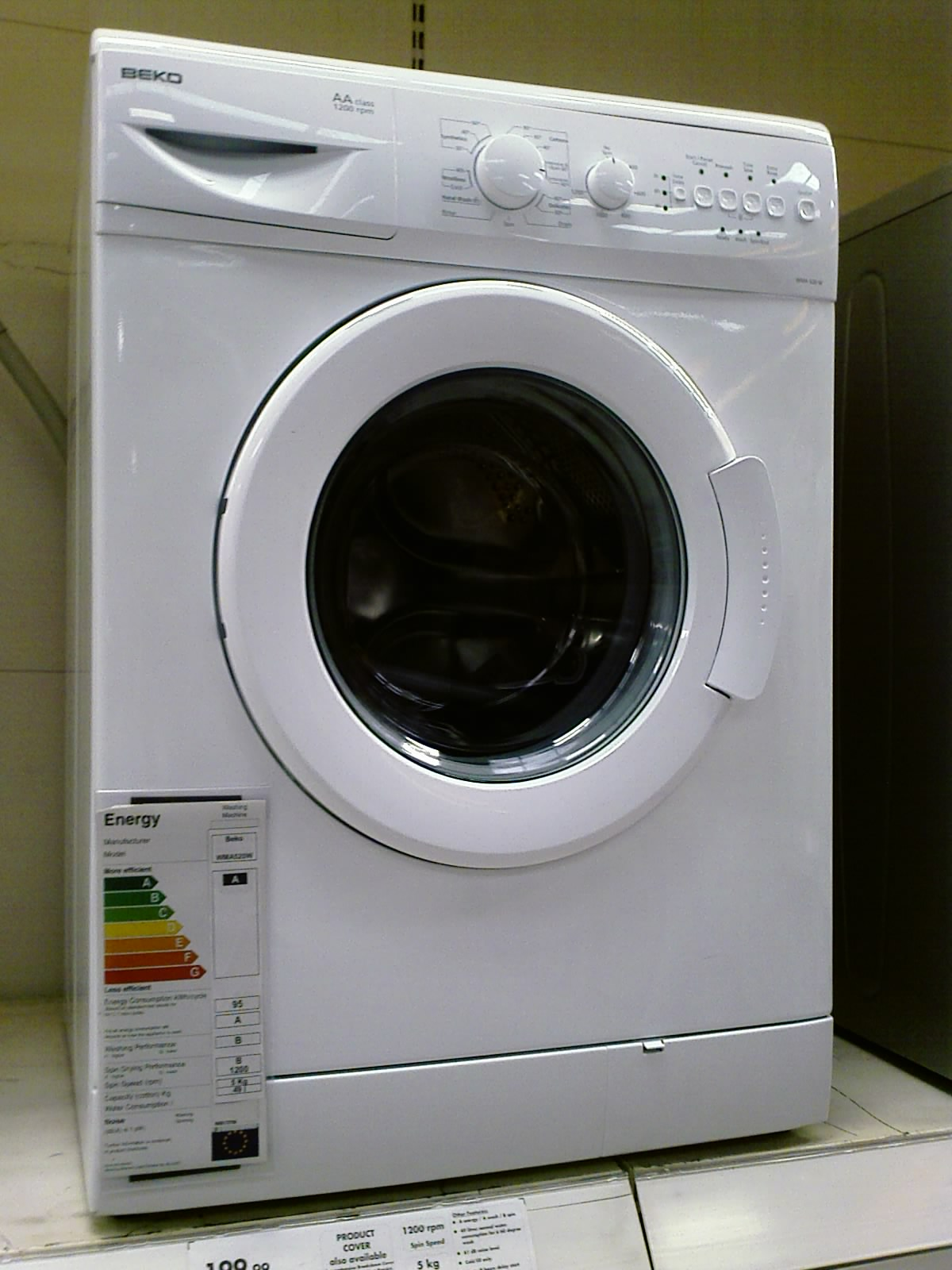
Стиральная машина Beko

## Спонсорство
Одной из особенностей рекламы данного знака является специализация на баскетбольных и футбольных мероприятиях. Торговая марка является спонсором баскетбольных чемпионатов таких стран как Турция, Германия, Италия и Литва, в 2014 году корпорация Koç оказала финансовую поддержку Чемпионату мира по баскетболу. Также является спонсором испанской футбольной команды Барселона, турецкого Бешикташа, туркменского МТТУ, а также является крупнейшим рекламодателем в Английской Премьер-лиге с 2008 года и официальным спонсором Кубка Англии по футболу.